# Trachylepis perrotetii
Trachylepis perrotetii este o specie de șopârle din genul Trachylepis, familia Scincidae, descrisă de Auguste Henri André Duméril și Bibron 1839. Conform Catalogue of Life specia Trachylepis perrotetii nu are subspecii cunoscute.

## Galerie

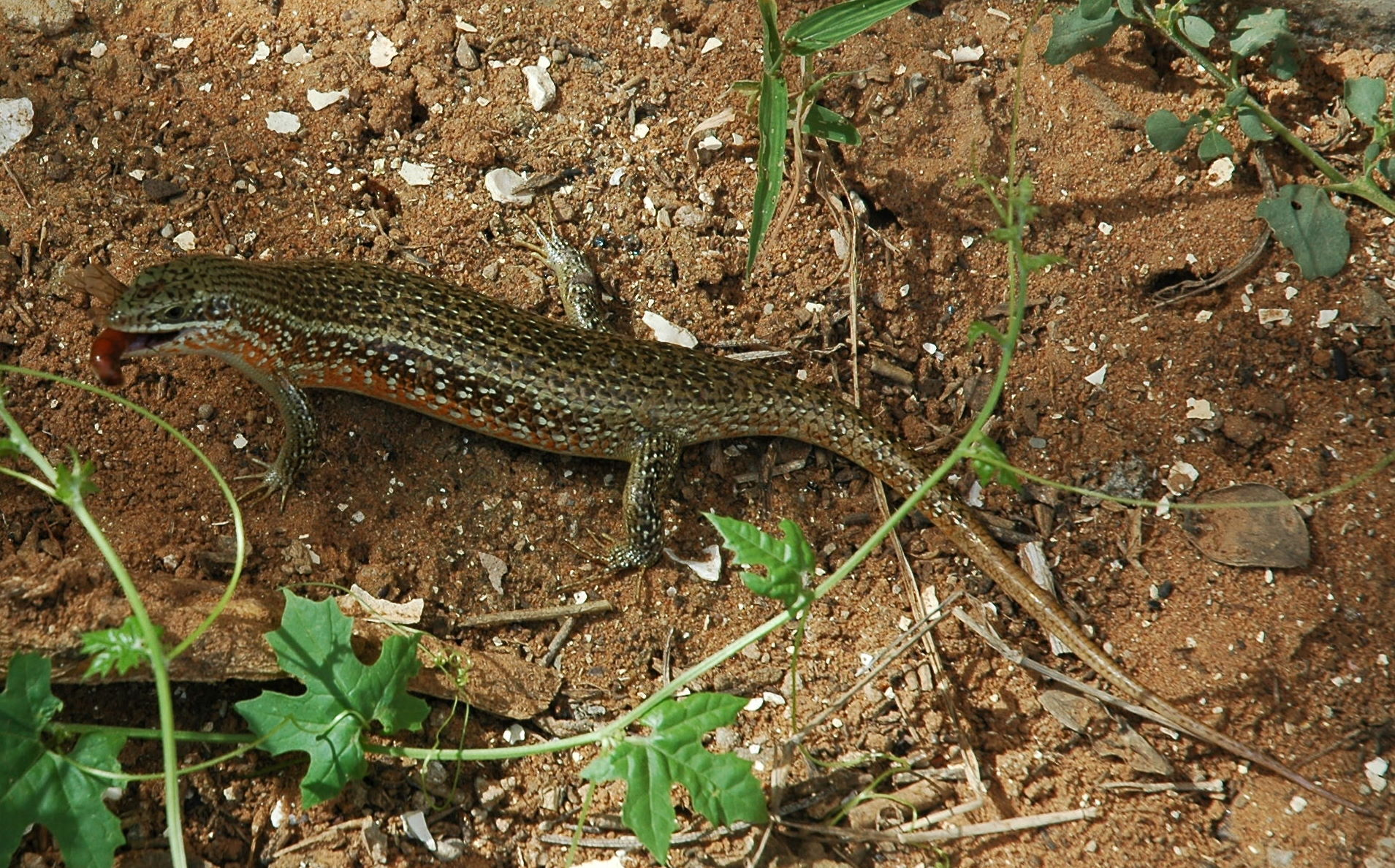